# Catalaphyllia plicata
Espèce
Statut CITES
Catalaphyllia plicata est une espèce de coraux appartenant à la famille des Caryophylliidae. Selon la base de données WoRMS, cette espèce est synonyme de Catalaphyllia jardinei.